# Kenny McCormick
Kenneth "Kenny" McCormick är en av de fyra huvudkaraktärerna i den animerade TV-serien South Park. Hans röst görs av Matt Stone. Kenny var känd i de första 5 säsongerna för att dö i varje avsnitt. Dock tröttnade skaparna på detta "skämt" och bestämde sig för att döda honom på riktigt. Under säsong 6 fanns Kenny därför inte med i serien.

## Biografi
Kenny är 9 år gammal, blond och brukar gå klädd i en brandgul jacka med luva över huvudet som täcker hans mun, vilket i sin tur leder till att det mera låter som om han mumlar än pratar. I långfilmen South Park - Bigger, longer & uncut från 1999 fick publiken för första gången se och höra honom prata utan luvan på. Sedan dess har han bara visat sig utan luvan ett fåtal gånger.
I serien bor han i en fattig familj i ett närmast fallfärdigt hus i utkanten av staden. Hans pappa Stuart McCormick är en alkoholist som misshandlar sin fru. Han var bästa kompis med Kyles pappa Gerald Brofloski i tonåren. Kennys mamma heter Carol, vilket avslöjades först i avsnitt 6, säsong 4. Kenny har en äldre bror som heter Kevin som bär tandställning och pratar underligt. I säsong 9 visade det sig att Kenny nyligen har fått en lillasyster.
När Kenny dör (vilket han gör i många avsnitt) utbrister Stan "Oh my God, they killed Kenny!" och Kyle fortsätter "You bastards!". Han dog "på riktigt" i det näst sista avsnittet i säsong 5. 
I seriens början umgicks Kenny mest med Eric Cartman, men sen blev han mer nära vän med Stan och Kyle.